# 미셸 앙
미셸 앙(Michelle Ang, 1983년 10월 17일 ~ )은 뉴질랜드의 배우이다. 현재는 뉴욕을 기반으로 활동하고 있다. 드라마 《피어 더 워킹 데드》를 통해 에미상 후보에 오르기도 했다.

## 출연 작품
- 포 이지 (2018)
- 아이 원트 투 메리 어 크리에이티브 쥬이쉬 걸 (2017)
- 트리플 9 (2016)
- 테이킹 (2014)
- 마이 웨딩 앤 아더 시크릿 (2011)
- 빅 마마 하우스 3 - 라이크 파더, 라이크 선 (2011)
- 테이크 3 (2008)